# Armando I de Wurtemberg
Armando I de Wurtemberg (hacia 1160-1240) fue Conde de Wurtemberg.
Los hermanos Armando I y Luis III se llamaban al mismo tiempo "Conde de Wirtemberg", de lo que se puede deducir que ambos gobernaban conjuntamente el condado. Los dos eran hijos del conde Luis II y ambos aparecen en los documentos del rey Otón IV del Sacro Imperio Romano Germánico. Armando acompañó a Otón en 1209 cuando fue a Roma para ser coronado como Emperador y figura varias veces como testigo en documentos emitidos en Italia por el Emperador. Cuando Otón IV fue depuesto en 1215 y Federico II Hohenstaufen coronado Rey de Romanos y más tarde Emperador, Armando y su hermano se pasaron al bando de los Hohenstaufen, apoyando a tanto a Federico II como a su hijo Enrique.
Armando se casó con la hija heredera del conde de Veringen en Suabia, donde adquirió propiedades, así como en Grüningen. Su hijo Conrado III de Wurtemberg se titulaba Conrado de Grüningen a partir de 1227.